# 아그니에슈카 홀란트
아그니에슈카 홀란트(폴란드어: Agnieszka Holland, 1948년 11월 28일 ~ )은 폴란드의 영화 감독, 영화 각본가이다.

## 작품 목록
- 프로빈셜 액터스 (1979)
- 피버 (1981)
- 외로운 여인 (1981)
- 전장의 로망스 (1985)
- 암살의 그림자 (1988)
- 유로파 유로파 (1990)
- 올리비에 올리비에 (1992)
- 비밀의 화원 (1993)
- 토탈 이클립스 (1995)
- 워싱턴 스퀘어 (1997)
- 세번째 기적 (1999)
- 샷 인 더 하트 (2001)
- 줄리 워킹 홈 (2002)
- 어 걸 라이크 미: 더 그웬 아라우조 스토리 (2006)
- 카핑 베토벤 (2006)
- 자노식 (2009)
- 어둠 속의 빛 (2011)
- 타오르는 불씨 (2013)
- 스푸어 (2017)
- 미스터 존스 (2019)
- 샬러턴 (2020)
- 푸른 장벽 (2023)
- 프란츠 (2025)